# Смирнов, Семён Алексеевич (профессор)
 Семён Алексе́евич Смирно́в  (ок. 1778—1847) — российский правовед, профессор Московского университета и Московской духовной академии.

## Биография
Происходил из духовного сословия. Точная дата рождения неизвестна: в промежутке 1777—1779 годов. В сентябре 1797 года он поступил в Московскую духовную академию, где с 1799 года ему было поручено преподавание французского языка. В 1804 году он был принят в Московский университет и в том же году получил звание кандидата; 30 июня 1805 года был удостоен степени магистра философии; 9 октября того же года был направлен для практических занятий по юриспруденции в 7-й Департамент Правительствующего сената, где занимался гражданским судопроизводством до 1812 года. В мае 1807 года, Смирнов получил степень доктора права, а в следующем году был удостоен звания корреспондента комиссии составления законов за представленные им этой комиссии сочинения.
Продолжая службу при Московском университете, Смирнов в 1809 и 1810 годах был назначен к исправлению должности синдика Правления университета, а 27 марта 1811 года был произведён в адъюнкты с поручением от Совета университета читать теорию российского законоискусства. В 1812 году Смирнов прекратил свои занятия в 7-м Департаменте Сената. В 1814 году (4 октября) он был произведён в надворные советники и с 29 октября 1815 по 23 января 1818 года снова был синдиком Правления университета.
Получив в 1821 году чин коллежского советника, а 15 января 1826 года орден Св. Владимира 4-й степени, Смирнов 19 марта 1828 года был утверждён в звании экстраординарного профессора; с 8 июня 1832 по 1 сентября 1833 года читал лекции по практическому судопроизводству.
По свидетельству лиц, близко знавших Смирнова, он не обладал ни такими сведениями по своему предмету, как его современник профессор Л. А. Цветаев, ни такими дарованиями, как профессор Н. Н. Сандунов.
30 октября 1833 года Смирнов был уволен по прошению от службы при университете с производством в статские советники. К отставке Смирнова, по-видимому, привели результаты ревизии Московского университета (1832) товарищем министра народного просвещения С. С. Уваровым, который дал отрицательный отзыв о его преподавании, называя Смирнова среди «устарелых профессоров, едва обнимающих свой предмет».
Умер в Москве 13 (25) апреля 1847 года. Похоронен на Ваганьковском кладбище (18 уч.).

## Сочинения
В литературе имя Смирнова встречается впервые в 1802 году, когда им было помещено стихотворение «Буря» — в «Новостях русской литературы» 1802 г., ч. IV, стр. 252. Затем сочинения и переводы его появлялись в следующем порядке:
- «Необходимость Мессии, доказанная разумом»; поэма в V песнях. — М., 1803;
- «Веселый и забавный друг детей, или курс нравственного воспитания, служащий продолжением детскому чтению»; перевод с французского и немецкого из разных авторов, 4 части. — М., 1804;
- «Черты истинные мудрости, или собрание христианских размышлений, относящихся до истины религий». — М., 1804;
- «Начальные основания государственного хозяйства или наука о народном богатстве, сочинение Христиана Шлецера», перевод с немецкого, 2 части. — М., 1805—1806;
- «Коварство и любовь, драма в пяти действиях г-на Шиллера», перевод с немецкого прозою. — М., 1806;
- «История Российской Империи в царствование Петра Великого, сочинение г. Вольтера», перевод с французского, 2 части, 4 книжки. — М., 1809—1810;
- «Легчайший способ к познанию российских законов, дух их и постепенное усовершенствование оных». — М., 1813;
- «О договорах, или вообще контрактах, и в частности о продаже, праве выкупа и проч.» — М., 1821;
- «Речь о происхождении российских законов, их духе и постепенном усовершенствовании». — М., 1822.